# Сырники
Разные сырники, с мёдом аладья, кисель под шафраном,

Вот и хозяйка выходит сама, и подчует водкой!
А я, Елисавета Сергеевна, всего раз была у неё, она всё говорит, що в ней дом со столбами, а уж зато какая нечистота, везде пыль. Князь,— какой он князь, мы это знаем,— в зелёном бархатном халате и с собольим воротником. Одно у них хорошо — бублики да сырники.
Сы́рники, творо́жники — жареное горячее блюдо в форме биточков, кружочков или небольших лепёшек из теста на основе творога и пшеничной муки. В советских кулинарных книгах сырники часто именовались «творожниками» и в одном ряду с борщом, варениками и фаршированной рыбой относились к блюдам украинской кухни, которые «в результате тесных экономических связей, обмена опытом» между народами союзных республик получили признание в белорусской и русской кухнях. В немецкой кухне имеется похожее десертное блюдо, считающееся специалитетом Саксонии.
На постсоветском пространстве сырники являются популярным блюдом на завтрак или ужин, их рекомендуют для диетического питания и широко используют в питании детей школьного возраста. Сырники бывают сладкими и несладкими, их едят горячими и холодными, традиционная подача — со сметаной или сливочным маслом. В качестве десертного блюда сырники часто сервируют с вареньем или сладкими фруктово-ягодными соусами. В российской системе общественного питания сырники выступают горячим вторым блюдом, их отпускают по два или три на порцию со сметаной или вареньем или сметаной с сахаром либо молочным, сметанным или другим сладким соусом.
По технологии продукции общественного питания сырники готовят из полужирного и нежирного творога, протёртого на протирочной машине, с мукой, яйцами, сахаром и солью. Приготовленную массу формуют в батончик диаметром 5—6 см, его нарезают поперёк на кружки и панируют в муке, придавая им форму биточков толщиной 1,5 см. Сырники обжаривают с двух сторон и доводят до готовности в жарочном шкафу в течение 5—7 минут. Несладкие сырники готовят без сахара, в зависимости от рецепта добавляют протёртый варёный картофель или измельчённую припущенную морковь, приправляют тмином. В изданиях «Книги о вкусной и здоровой пище» 1939 и 1954 годов жареное творожное блюдо с картофелем или с изюмом именуется сырниками, а с тушёной морковью — творожниками. Киевские сырники представляют собой жареные панированные пирожки из массы для сладких сырников, начинённые фаршем из изюма с вареньем. В Белоруссии сырники запекают со сметаной: их сначала обжаривают с одной стороны, затем делают в середине углубление, которое заполняют сметаной и отправляют в духовой шкаф. В СССР выпускали кулинарные полуфабрикаты сформированных сырников и теста для них из творога и пшеничной муки с добавлением сахара и соли, которым для готовности требовалась только термическая обработка обжариванием на масле.
В русском языке слово «сырники» имеет неоднозначную этимологию, обусловленную путаницей в русском сыроделии. По мнению Н. И. Ковалёва, слово «сырники» сохранилось в языке с тех пор, когда в значении «творог» употреблялось выражение «сыр кислый». Согласно исследованиям А. В. Павловской, сыры на Руси ввиду слабого развития молочного скотоводства готовили путём естественного заквашивания, без добавления сычужного фермента, то есть сыроделия в привычном европейском понимании не существовало. Русские сыры были творожной консистенции, пресные и кисловатые, реже подсоленные, но всегда белые. В современном понимании сыр стал сыром в России только в XX веке. В русской кухне блюдо под названием «сырники» прослеживается со времён «Домостроя», но вплоть до начала XX века оно означало самые разные блюда из творога, чаще всего пироги с творогом, блины, начинённые творогом или сырные оладьи. Павел Алеппский в «Путешествиях антиохийского патриарха Макария» указывал среди разнообразных угощений на царском столе у Алексея Михайловича в Москве много кушаний из теста, начинённого сыром и жаренного в масле, разных форм: «продолговатые, круглые, как клёцки, лепёшки и пр.» В. И. Даль ведёт этимологию слова «сырники» от слова «сырой» через «сыр» и «сырный». При этом под сыром Даль подразумевает творог, поскольку сыром по-русски обычно считают европейские сыры: «немецкий», из парного молока, солёный, просушенный, кругами или швейцарский, «маслянистый, ноздреватый, со слезою», пряные английские сыры, нередко гноеные, голландские. Сырники в понимании В. И. Даля — ныне целый ряд блюд, содержащих творог: «пирожки, блинцы, начинённые творогом; вареники; клёцки, колобки из творогу, с подливой». Творожник в Словаре Даля — синоним сырника и тоже «блин, пирог, ватрушка с творогом, творожное печенье в стопочках». Согласно «Этимологическому словарю современного русского языка», слово «сырник» в значении кушанья из творога в виде лепёшки с приправами или пирожка или блина с начинкой из творога фиксируется словарями с 1704 года и является производным от прилагательного «сырный». Н. М. Шанский считал слово «сырник» в русском языке заимствованием из украинского языка, в котором слово «сир» сохранило и значение «творог».
В. А. Лёвшин в «Русской поварне» 1816 года под сырниками подразумевает сложенные в «четвероугольную фигуру» или треугольниками «блинцы» с начинкой из творога «стёртого с яйцами», обжаренные на сковороде в коровьем масле. Такие «блинцы» на молоке у Лёвшина также являются заготовкой для сырных оладьев и блинчатых пирогов. Постные сырники в «Русской поварне» предлагалось начинять истолчённым миндалём с сахаром. П. П. Александрова-Игнатьева приводит рецепт сырников «книжкой» из пресных блинов, смазанных творожным фаршем и сложенных перед обжаркой «в форме книжечки, чтобы творога не было видно». У Е. И. Молоховец в «Подарке молодым хозяйкам» сырники следует готовить из теста, замешанного со свежим прессованным творогом, их можно варить и жарить. Для варки в солёном кипятке их разделывают на узкие полоски длиной 45 мм, а для жарки формируют плоские лепёшечки. П. М. Зеленко в «Поварском искусстве» приводит для жаренных на сливочном масле сырников французский перевод «сырные кромески».
Из дневниковых записей С. А. Толстой известно, что заболевший Лев Николаевич отказывался от завтрака из овсянки и молочной кашки и ел вместо них сырники, оставшиеся в доме после общего завтрака, не слушая супругу, утверждавшую, что «при питье Карлсбада … сырники тяжело». Тосковавшего в Нью-Йорке по русской еде И. П. Павлова С. Т. Конёнков, работавший над его скульптурным портретом, в 1929 году приглашал в русский ресторан Russian Bear, где учёный неизменно заказывал борщ, кашу или сырники и чай. В эвакуации в Алма-Ате в октябре 1942 года С. С. Прокофьев, по воспоминаниями супруги М. А. Мендельсон, сыграл дома для гостей вальс из «Войны и мира» и приготовил сырники, заметив с улыбкой: «Многие могут похвастать, что слышали музыку Прокофьева, а кто может похвастать, что ел сырники в изготовлении Прокофьева?»